# Kofun de Danpusan
Le kofun de Danpusan (en japonais 断夫山古墳) est un grand kofun (tumulus) à la forme de trou de serrure, situé dans l'enceinte du complexe Atsuta-jingū, dans l'arrondissement Atsuta-ku de la ville de Nagoya, dans la préfecture d'Aichi, au Japon.
Selon les légendes, Miyazu-hime (en), l'épouse de Yamato Takeru, est enterrée dans ce kofun.

## Description
Plus grand kofun en forme de trou de serrure de la région du Tokai, le kofun de Danpusan date du début du VIe siècle. Le tumulus a une longueur totale de 151 m, avec la partie circulaire contenant la chambre funéraire d'un diamètre de 80 m, et une hauteur de 16,2 m. La partie rectangulaire de 116 m est en terrasses sur trois niveaux, à partir de laquelle de nombreux fragments de haniwa (cylindres) hagi-yaki et de poteries sueki (de) ont été mis au jour. Beaucoup de ces objets sont conservés au musée d'anthropologie de l'université Nanzan.
La présence d'un grand nombre de blocs arrondis de la rivière indique que la surface peut avoir été à l'origine pavée. Le tombeau était entouré par au moins un fossé mais l'urbanisation de la région environnante après la Seconde Guerre mondiale a effacé la plupart des traces.

## Hypothèses
L'intérieur du tumulus n'a pas été fouillé par des méthodes modernes. Le nom ou le rang de la personne enterrée dans la tombe est inconnu. Selon la légende, l'occupant de la tombe est Miyazuhime, l'épouse du prince Yamato Takeru, dont la tombe présumée est située à proximité. Une autre théorie veut que le tombeau est celui d'un puissant chef du clan Owari, peut-être le Owari no Kusaka mentionné dans les chroniques Kojiki et Nihon Shoki de l'époque de Nara, et dont la fille épousa l'empereur semi-légendaire Keitai.

## Protection
Le kofun de Danpusan était géré par le complexe Atsuta-jingū jusqu'à la Seconde Guerre mondiale. Après la guerre, il passe sous le contrôle de la ville de Nagoya jusqu'en 1980, quand il est repris par le gouvernement de la préfecture d'Aichi. Depuis le 9 juillet 1987, le kofun de Danpusan est protégé par le gouvernement central du Japon comme site historique national.